# Louis Le Caron
Pour les articles homonymes, voir Le Caron et Charondas.
Louis Le Caron ou Loys Le Caron, seigneur de Canly, dit Charondas (nom qu'il s'invente et se donne pour originaire) est un jurisconsulte, poète et philosophe français, auteur notamment d'un commentaire de la Coutume de Paris.

## Biographie
D'une famille parisienne, Louis Le Caron est né en 1534, 1535 ou 1536 selon les sources, de Pierre Le Caron, seigneur de Canly, héraut d'armes, maître des eaux et forêts du bailliage de Meaux et Crécy, et Anne Valton, dame de Vaux. On sait en revanche que c'était un 25 novembre, jour de la sainte Catherine. Il meurt au tout début de l'année 1613. 
Louis Le Caron fait une partie de ses études de droit à Bourges, où il a François Le Douaren pour précepteur, puis étudie à Orléans pendant une courte période. Devenu avocat en 1552 (il s'attribue peu après le titre de "droict conseillant", traduction "militante" du terme latin), il est recommandé à Catherine de Médicis (par Renaud de Beaune) et obtient grâce à elle en 1568 le poste de lieutenant général au bailliage de Clermont de l'Oise (en Beauvaisis dans la langue du temps), ville qu'il ne quittera jamais plus (faisant toutefois de temps à autre des séjours à Paris). Il y accueille Henri IV en 1593.
Il est l'auteur de très nombreux ouvrages de droit et plusieurs recueils de poésie. On lui doit aussi des Dialogues publiés en 1556 dans lesquels il fait parler des auteurs comme Ronsard ou Rabelais.
Influencé dans son jeune âge par le néoplatonisme, il adopte par la suite des idées d'inspiration stoïcienne et renonce à ses premières audaces philosophiques.

## Publication
- Coutumes de la ville, prévôté et vicomté de Paris, avec les commentaires de L. Charondas, Le Caron, jurisconsulte parisien, à Paris chez Pierre L'Huillier & Jamet Mettayer et chez Abel L'Angelier (1595).
- Coustumes de la ville, Prevosté et Vicomté de Paris, ou, droict civil Parisien, avec les commentaires de L. Charondas, Le Caron, jurisconsulte Parisien ; Reueus, corrigez, & augmentez de Decisions, Arrests notables, & singulieres Observations, outre les precedentes impressions. Quatriesme édition. À Paris, Chez Pierre Chevalier, au mont S. Hilaire, à la Court d'Albret. M. DC. V. (1605) avec privilège du Roy.
- Pandectes ou digestes du droit francois, par Loys Charondas Le Caron, Docteur ez droicts, Conseillier du Roy, & son Lieutenant general au Bailliage & Comte de Clermont en Beauvoysis. A Lyon, par Jehan Veyrat a l'enseigne du Vaze d'Or. MDXCIII (1593) avec permission.